# Ailia coila
Ailia coila es una especie de peces de la familia Schilbeidae en el orden de los Siluriformes.

## Morfología
Los machos pueden llegar alcanzar los 30 cm de longitud total.

## Reproducción
Es ovíparo y los huevos no son protegidos por los padres. 

## Hábitat
Es un pez pelágico y de clima tropical.

## Distribución geográfica
Se encuentran en Asia: el Pakistán, y el Nepal.